# 1712 en musique classique
| \| • Retour à la chronologie générale de la musique classique • \| |
| Grèce • Rome • Haut Moyen Âge • VIIIe siècle • IXe siècle • Xe siècle • XIe siècle XIIe siècle • XIIIe siècle • XIVe siècle • XVe siècle • XVIe siècle • XVIIe siècle XVIIIe siècle • XIXe siècle • XXe siècle • XXIe siècle |
| • Retour à la chronologie générale de la musique classique • |

| Années en musique classique : 1709 - 1710 - 1711 - 1712 - 1713 - 1714 - 1715    |
| Décennies en musique classique : 1680 - 1690 - 1700 - 1710 - 1720 - 1730 - 1740 |

## Événements
- 12 janvier : Idoménée, opéra d'André Campra, créé à Paris.
- 17 mars : Stabat Mater d'Antonio Vivaldi, créé à Brescia.
- 22 novembre : Il pastor fido, opéra de Georg Friedrich Haendel, créé au Haymarket de Londres.
- 27 décembre : Callirhoé, tragédie lyrique d'André Cardinal Destouches.

## Œuvres
- Pièces choisies pour l'orgue de Charles Piroye.

## Naissances

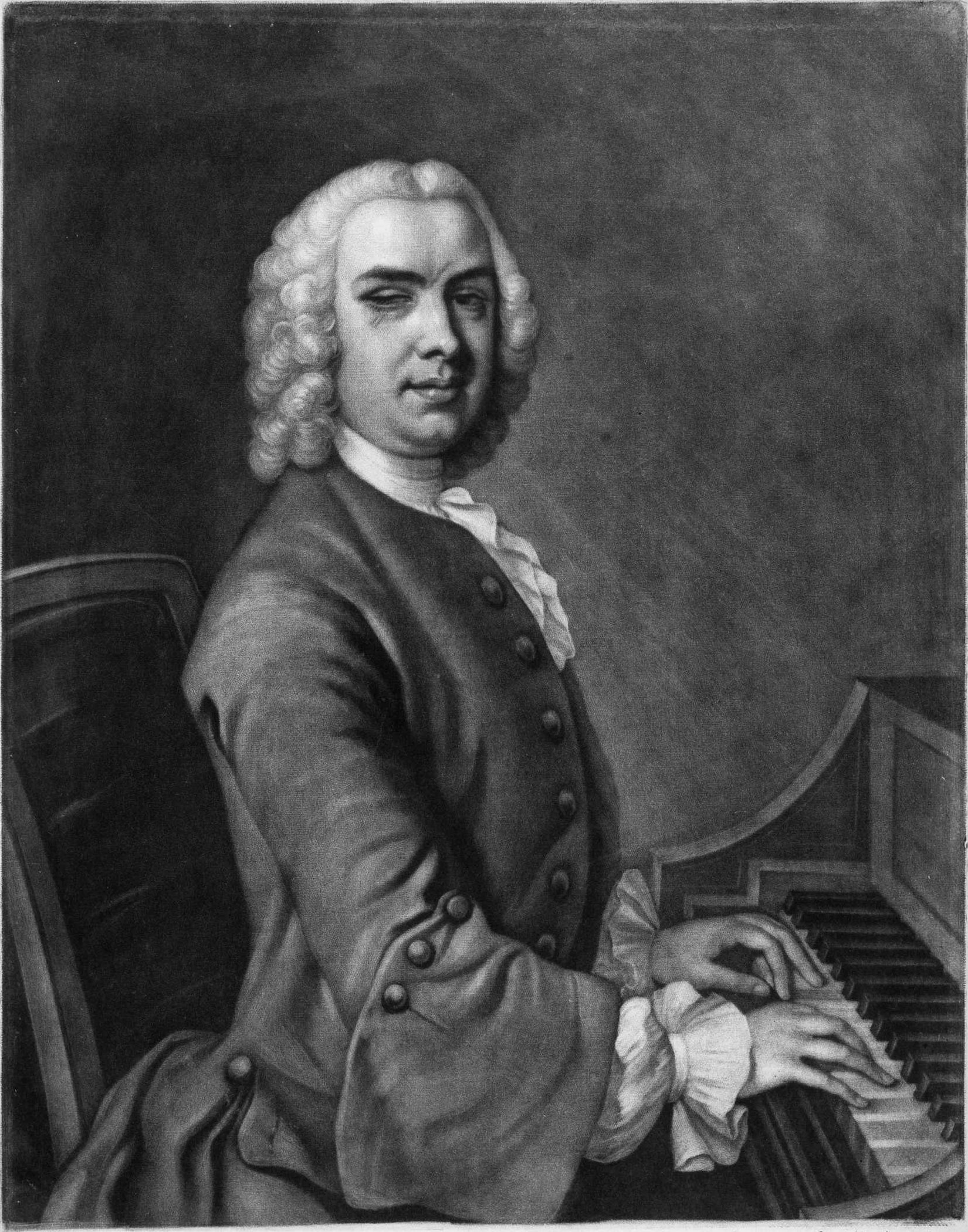
John Stanley

- 17 janvier : John Stanley, compositeur et organiste britannique(† 19 mai 1786).
- 24 janvier : Frédéric II de Prusse, roi de Prusse et également flûtiste († 17 août 1786).
- 26 janvier : Giacomo Puccini, compositeur et organiste italien († 16 mai 1781).
- 28 juin : Jean-Jacques Rousseau‹, écrivain et philosophe français, également compositeur († 2 juillet 1778).
- 25 décembre : Pietro Chiari, dramaturge, romancier et librettiste italien († 31 août 1785).

Date indéterminée :
- John Hebden, compositeur anglais († 1765).

## Décès
- 23 avril : Lambert Chaumont, compositeur belge (° vers 1630-1635).
- 29 avril : Juan Cabanilles, compositeur espagnol (° 6 septembre 1644).
- 14 août : Friedrich Wilhelm Zachow, compositeur allemand (° 14 novembre 1663).
- 26 août : Sebastian Anton Scherer, organiste et compositeur allemand (° 4 octobre 1631).

Date indéterminée :
- Juan de Araujo, compositeur latino-américain d'origine espagnole (° 1646).

Après 1712 :
- Johannes Schenck, compositeur néerlandais (° baptisé le 3 juin 1660).